# Anavilhanas nationalpark
Anavilhanas nationalpark är en nationalpark i Brasilien i delstaten Amazonas. Ögruppen Anavilhanas omfattar hundratals öar i Rio Negro. Området är  350 018 hektar stort och har en omkrets på 380 km. Av detta är 100 000 hektar öar och kanaler i Rio Negro. Övriga arealen utgörs av regnskog vid sidan om floden. Sedan 2003 ingår området i världsarvet Centralamazonas.
I omgivningarna runt Anavilhanas nationalpark växer i huvudsak städsegrön lövskog. Runt Anavilhanas nationalpark är det ganska tätbefolkat, med 144 invånare per kvadratkilometer. Tropiskt monsunklimat råder i trakten. Årsmedeltemperaturen i trakten är 22 °C. Den varmaste månaden är augusti, då medeltemperaturen är 25 °C, och den kallaste är januari, med 19 °C. Genomsnittlig årsnederbörd är 2 659 millimeter. Den regnigaste månaden är mars, med i genomsnitt 368 mm nederbörd, och den torraste är september, med 99 mm nederbörd.